# Руска академия на науките
 Тази статия е за Руската академия на науките.  За алтернативната академия вижте Руска академия на естествените науки.  
Руска академия на науките (на руски: Росси́йская акаде́мия нау́к), съкратено РАН, е националната академия на науките на Русия.
Основана е по разпореждане на император Петър I с указ на Сената от 28 януари (8 февруари) 1724 г. като Петербургска академия на науките (Петербургская академия наук). През 1747 – 1803 г. носи името Императорска академия на науките и изкуствата (Императорская академия наук и художеств), през 1803 – 1836 – Императорска академия на науките (Императорская академия наук), през 1836 – 1917 г. – Императорска санкт-петербургска академия на науките (Императорская Санкт-Петербургская академия наук).
През 1783 г. паралелно с Петербургската академия на науките започва да функционира Руската академия (Российская академия), чиято основна задача е съставянето на речник на руския език. Нейни членове са редица руски писатели и поети, вкл. Александър Пушкин, Денис Фонвизин, Гавриил Державин и др. През 1841 г. Руската академия е закрита, като част от нейните членове влизат в Императорската санкт-петербургска академия и образуват нейното Отделение за руски език и словесност.
През февруари 1917 г. организацията е преименувана в Руска академия на науките, а след учредяването на СССР (декември 1922 г.) – в Академия на науките на СССР (1924). Месец преди окончателното разпадане на СССР наименованието Руска академия на науките е възстановено с указ на президента Борис Елцин от 21 ноември 1991 г.
Организацията включва научни институти от цялата Руска федерация. Членството е извънредно престижно. В академията има 865 действителни членове, 1134 член-кореспонденти и 713 академични професори към 7 юни 2025 г.